# Рибосомний білок S14
Рибосомний білок S14 (англ. Ribosomal protein S14) – білок, який кодується геном RPS14, розташованим у людей на короткому плечі 5-ї хромосоми.  Довжина поліпептидного ланцюга білка становить 151 амінокислот, а молекулярна маса — 16 273.
| 10         |  | 20         |  | 30         |  | 40         |  | 50         |
| ---------- |  | ---------- |  | ---------- |  | ---------- |  | ---------- |
| MAPRKGKEKK |  | EEQVISLGPQ |  | VAEGENVFGV |  | CHIFASFNDT |  | FVHVTDLSGK |
| ETICRVTGGM |  | KVKADRDESS |  | PYAAMLAAQD |  | VAQRCKELGI |  | TALHIKLRAT |
| GGNRTKTPGP |  | GAQSALRALA |  | RSGMKIGRIE |  | DVTPIPSDST |  | RRKGGRRGRR |
| L          |  |            |  |            |  |            |  |            |

A: Аланін

C: Цистеїн

D: Аспарагінова кислота

E: Глутамінова кислота

F: Фенілаланін

G: Гліцин

H: Гістидин

I: Ізолейцин

K: Лізин

L: Лейцин

M: Метіонін

N: Аспарагін

P: Пролін

Q: Глутамін

R: Аргінін

S: Серин

T: Треонін

V: Валін

Цей білок за функціями належить до рибонуклеопротеїнів, рибосомних білків. 